# SLOT-Boje
Eine SLOT-Boje (englisch: „Submarine-Launched One-Way Transmitter Buoy“ oder auch „Submarine-Launched One-Way Tactical Buoy“, deutsch: „U-Boot gestartete Einwege Übertragungs-Boje“ oder auch "U-Boot gestartete taktische Einwege-Boje) ist eine Boje mit Radiowellensender für die Kommunikation von getauchten U-Booten.

## Zweck
Grundsätzlicher Zweck der SLOT-Boje ist es, einen Kommunikationsweg von einzelnen, getauchten, meist militärischen U-Booten zu ihren übergeordneten militärischen oder zivilen Organisationen zu eröffnen. Aufgrund des Designs und Einsatzes der Boje kann dieser Kommunikationsweg nur vom U-Boot zur Organisation, nicht aber in entgegengesetzter Richtung genutzt werden.

## Beschreibung
Die Boje hat etwa die Größe eines Baseballs und kann aus Startvorrichtungen mit einem Durchmesser von 3 Zoll und 4 Zoll gestartet werden. Für die Boje „SLOT 281“ des Herstellers „ALSEAMAR“ gelten bspw. die folgenden Parameter:
| Größe                                       | Wert                                                            |
| ------------------------------------------- | --------------------------------------------------------------- |
| Bezeichnung                                 | SLOT 281                                                        |
| max. Tauchtiefe bei Start                   | 150 m                                                           |
| max. Bootsgeschwindigkeit bei Start         | 15 kn (28 km/h)                                                 |
| ERP                                         | 1 W FM                                                          |
| Kanal                                       | 999 UHF-Kanäle, in 25 kHz Abständen                             |
| Nachrichtenlänge                            | bis 120 s Tonaufnahme                                           |
| Zeitverzögerung (der Sendung)               | 0 Minuten – 99 Stunden                                          |
| Nachrichtenwiederholungsabstand und -anzahl | wählbar                                                         |
| Abschlussaktion                             | Selbstversenkung nach Ablauf der Nachrichtenwiederholungsanzahl |
| Lagerzeit                                   | bis zu 5 Jahre                                                  |

Die Kosten für eine SLOT-Boje AN/BRT-1 des Herstellers Sippican Ocean Systems (seit 2004 Teil von Lockheed Martin Maritime Systems and Sensors) lagen 1982 bspw. bei 572 USD pro Stück, was 2018 ca. 1500 USD entspricht. Ein weiterer Lieferant für SLOT-Bojen war Motorola.

## Einsatz

### Militärisch
Eines der taktischen Hauptziele beim Einsatz von militärischen U-Booten ist es, unerkannt zu operieren, um die Vernichtung des U-Bootes durch gegnerische Kräfte zu erschweren und Missionen erfolgreich beenden zu können. Die Position des U-Bootes muss dem Gegner hierfür verborgen bleiben, weshalb u. a. ein Auftauchen des Bootes insbesondere in der Nähe des Gegners so weit wie möglich vermieden wird, da es hier leicht visuell, durch U-Jagd-Schiffe, U-Jagd-Flugzeuge und Satelliten erkannt werden kann. Sollte das U-Boot zudem Radiowellen zur Kommunikation aussenden, wäre eine Positionsbestimmung des Bootes für den Gegner relativ einfach. Um auf Lageänderungen während des Einsatzes des U-Bootes reagieren zu können, ist andererseits eine Kommunikation zwischen U-Boot und übergeordneten Stellen, die sich meist geographisch weit entfernt an Land befinden, von großem Vorteil oder sogar unabdingbar. An Land befinden sich große Antennenanlagen, mit denen auch an getauchte U-Boote Nachrichten übermittelt werden können, die das U-Boot jedoch nicht auf die gleiche Weise beantworten kann. Für eine Antwort oder eine echte Zwei-Wege-Kommunikation könnte das U-Boot auftauchen, was jedoch, wie bereits beschrieben, taktisch nachteilig wäre. Hier kann jetzt eine SLOT-Boje zur Anwendung kommen. Das U-Boot speichert eine (verschlüsselte) Nachricht in der Boje, stößt die Boje in getauchtem Zustand aus, die Boje treibt zur Wasseroberfläche und treibt dort vorerst inaktiv weiter, während sich das getauchte U-Boot von der Position der Boje entfernt. Nach Ablauf einer vorher eingestellten Zeit, bspw. 1 Stunde, beginnt jetzt die Boje, die gespeicherte Nachricht mittels Radiowellen auszusenden, woraufhin sie von Kommunikationssatelliten u. Ä. empfangen und weitergeleitet werden kann, um schließlich ihren Adressaten zu erreichen. Nach einer voreingestellten Zeitdauer versenkt sich die SLOT-Boje selbst, um dem Gegner weitere Informationen vorzuenthalten. Während sie inaktiv vor sich hintreibt, ist die Boje aufgrund ihrer geringen Größe und des teilgetauchten Zustands nur äußerst schwer durch den Gegner zu erkennen, während ihre Position, sobald sie zu senden beginnt, extrem einfach ermittelt werden kann. Zu dem Zeitpunkt, an dem die Boje zu senden beginnt, hat sich das U-Boot allerdings bereits von der Position der Boje entfernt, weshalb die Position des U-Bootes durch die Sendetätigkeit der Boje nur noch sehr eingeschränkt, z. B. in einem Umkreis von 50 km um die Position der Boje, ermittelt werden kann. Eine derart grobe Positionsbestimmung ist für den Gegner des U-Bootes nur von sehr eingeschränktem Nutzen, wodurch die Gefährdung für das U-Boot entsprechend sinkt. Grundsätzlich muss der Kommandant des U-Bootes beim Einsatz der SLOT-Boje und der Wahl der Länge der Sendeverzögerung der Boje abwägen zwischen der Dringlichkeit der übermittelten Information und der Gefährdung für das U-Boot.
Da die Boje durch ihre Sendetätigkeit die Aufmerksamkeit des Gegners auf sich zieht, kann sie auch als Täuschkörper genutzt werden, da sie U-Jagd-Kräfte anzieht und zeitlich begrenzt bindet, wodurch an anderer Stelle Lücken in der Aufstellung des Gegners entstehen können, die von befreundeten Kräften genutzt werden können.

### In Notfällen
Eine sowohl zivile als auch militärische Nutzung der SLOT-Boje ist die als Notruf. Sollte ein U-Boot unter Wasser in eine Lage geraten, in der es Hilfe benötigt und nicht auftauchen kann, wie z. B. bei Problemen mit den Ballasttanks, kann es einen Notruf in der Boje speichern und die Boje ausstoßen, woraufhin sie zur Wasseroberfläche treibt und ohne Zeitverzögerung mit der Übermittlung der Nachricht beginnt. Zusätzlich zum Inhalt der Nachricht ist auch die von anderen Kräften leicht bestimmbare Position der Boje, die sich nahezu direkt über der Position des U-Bootes befindet, eine große Hilfe bei der Rettungsaktion für das U-Boot.

## Trivia
- Die SLOT-Boje ist z. B. Bestandteil der Kommunikationsausrüstung auf U-Booten der Los-Angeles-Klasse